# パブロ・ガルシア
パブロ・ガブリエル・ガルシア・ペレス（Pablo Gabriel García Pérez (スペイン語発音: [ˈpaβlo ɣaˈβɾjel ɣaɾˈsi.a ˈpeɾes], 1977年5月11日 - ）は、ウルグアイ・カネローネス出身の元サッカー選手。ポジションはミッドフィールダー。

## 経歴
19歳でモンテビデオ・ワンダラーズFCの下部組織でデビュー。ボランチのためゴール数は3年間で1ゴールに留まるも、翌年にはヨーロッパへと旅立つ。アトレティコ・マドリードの下部組織でプレーの後、母国へ4ヶ月レンタル移籍に出される。
スペイン復帰のあとはACミランへ移籍するが出場機会に恵まれなかった。残留争いをするACヴェネツィアへレンタル移籍し、才能を開花させる。ヴェネツィアでの活躍が認められ、スペインに復帰しても良いコンディションを保ち、2005年にはボランチの補強を目指していたレアル・マドリードへ移籍。トーマス・グラヴェセンをレギュラーから追いやって先発に定着していたものの、2006-07シーズン以降は他クラブに貸し出された。2008年、ギリシャのPAOKテッサロニキに完全移籍した。

## 所属クラブ
- モンテビデオ・ワンダラーズFC 1996-1997
- アトレティコ・マドリードB 1997-2000

→ CAペニャロール 1998 (loan)
- ACミラン 2000-2001

→ ACヴェネツィア 2002 (loan)
- CAオサスナ 2002-2005
- レアル・マドリード 2005-2006

→ セルタ・デ・ビーゴ 2006-2007 (loan)
→ レアル・ムルシア 2007-2008 (loan)
- PAOKテッサロニキ 2008-2013
- シュコダ・クサンティFC 2014

## 代表歴

### 出場大会
- ウルグアイ代表
  - 2002 FIFAワールドカップ

### 試合数
- 国際Aマッチ 65試合 2得点（1997年-2007年）[1]

| ウルグアイ代表 | 国際Aマッチ | 国際Aマッチ |
| 年             | 出場        | 得点        |
| -------------- | ----------- | ----------- |
| 1997           | 5           | 0           |
| 1998           | 1           | 0           |
| 1999           | 5           | 0           |
| 2000           | 10          | 1           |
| 2001           | 9           | 0           |
| 2002           | 8           | 0           |
| 2003           | 0           | 0           |
| 2004           | 5           | 0           |
| 2005           | 9           | 0           |
| 2006           | 3           | 0           |
| 2007           | 10          | 1           |
| 通算           | 65          | 2           |

## 監督成績
2024年10月19日現在
| PAOK U-19      | 2016年9月10日  | 2020年10月29日 | 85  | 71  | 11 | 3  | 083.53 |
| PAOK           | 2020年10月30日 | 2021年5月26日  | 42  | 23  | 9  | 10 | 054.76 |
| PAOK B         | 2021年7月15日  | 2023年6月19日  | 58  | 24  | 18 | 16 | 041.38 |
| パンセライコス | 2023年7月4日   | 2024年5月11日  | 38  | 11  | 12 | 15 | 028.95 |
| アトロミトス   | 2024年5月31日  |                | 10  | 3   | 3  | 4  | 030.00 |
| 通算           | 通算           | 通算           | 233 | 132 | 53 | 48 | 056.65 |